# Eriswil
Eriswil is een gemeente in het district Oberaargau van het Zwitserse Kanton Bern. Eriswil telt 1.386 inwoners.